# Acris crepitans
Acris crepitans Baird, 1854 è un anfibio della famiglia Hylidae, sottofamiglia Acridinae, endemica del sud-est degli Stati Uniti d'America.
In inglese le rane di questa specie sono comunemente denominate Northern cricket frog.

## Descrizione

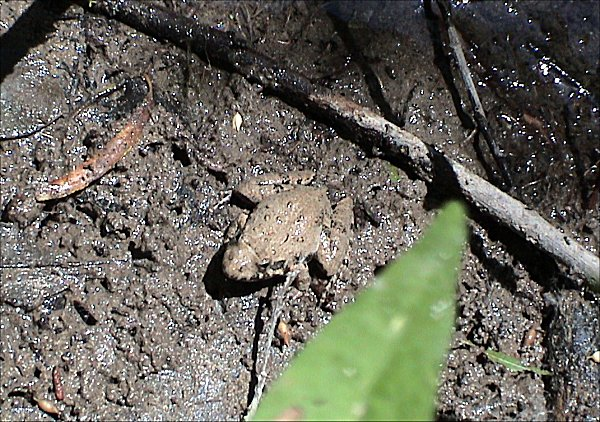
Acris crepitans

Acris crepitans è una piccola rana, che misura solamente da 19 a 38 mm (è una delle due più piccole specie di vertebrati dell'America Settentrionale).
La colorazione dorsale è molto variabile (grigia, verde, marrone, ecc.), solitamente con macchie irregolari.
In generale, le zampe hanno strisce scure e una linea bianca che procede dall'occhio fino alla base della zampa anteriore.
Rispetto a Acris gryllus ha il muso più smussato.

## Biologia
A. crepitans si nutre di piccoli insetti (grandi da 0,5 a 1,5 mm), tra cui le zanzare.
A sua volta, questa rana è preda di molti predatori (uccelli, pesci, altre rane, ecc.). Per sfuggire loro, è in grado di fare salti di oltre un metro e dimostra di essere un'ottima nuotatrice.
Si tratta di una specie diurna, attiva per gran parte dell'anno, tranne nel periodo invernale nelle aree più settentrionali, quando l'acqua gela.

### Riproduzione
La deposizione delle uova avviene di solito tra aprile e maggio. Il verso dei maschi assomiglia al suono dei grilli, fatto che è all'origine del loro nome comune.
Le uova sono deposte una ad una e rimangono attaccate alla vegetazione o disperse sul fondo di una pozza. 
I girini, che misurano fino a 14 mm, nascono in pochi giorni e subiscono la metamorfosi in autunno. 
La maturità sessuale è di solito raggiunta nel corso dell'anno.

## Tassonomia
La specie A. crepitans è suddivisa nelle seguenti sottospecie:
- Acris crepitans blanchardi (Harper, 1947) - Blanchard's cricket frog
- Acris crepitans crepitans (Baird, 1854) - Eastern cricket frog
- Acris crepitans paludicola (Burger, Smith and Smith, 1949) - Coastal cricket frog

A seguito di recenti analisi filogenetiche, la specie A. crepitans non sarebbe più suddivisa in sottospecie; infatti:
- A. crepitans blanchardi verrebbe elevata al rango di specie Acris blanchardi Harper, 1947;
- il nome A. crepitans paludicola sarebbe considerato sinonimo di Acris crepitans[5].

## Distribuzione e habitat

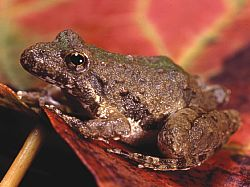
Acris crepitans blanchardi

Le tre sottospecie presentano la seguente distribuzione:
- A. c. crepitans - da New York, a sud fino alla Florida e a ovest lungo gli Stati della costa del Golfo del Messico fino al Texas.
- A. c. paludicola - dalla Louisiana sudoccidentale al Texas orientale.
- A. c. blanchardii - da Michigan e Ohio a nord fino a sud, nella maggior parte di Texas e Messico. La sua presenza è stata dimostrata in Minnesota e in Colorado.

Le rane della specie A. crepitans privilegiano i margini dei corpi acquatici permanenti aventi lento movimento.
Spesso si possono osservare grandi gruppi di rane situate assieme lungo le rive fangose di corsi d'acqua poco profondi, soprattutto durante il raggruppamento premigratorio. 
Si è osservato che A. crepitans trascorre il periodo invernale in terre elevate, spesso a distanze considerevoli dall'acqua.

## Stato di conservazione
Le rane come Acris crepitans sono indicatori importanti della salute delle acque e della generale qualità ambientale delle aree umide in cui vivono.
Un tempo A. crepitans blanchardi era abbondante nel Michigan meridionale, ma, a cavallo fra la fine degli anni '70 e l'inizio degli anni '80 del XX secolo, molte popolazioni del Michigan e del bacino dei Grandi Laghi scomparvero. La causa principale fu l'accresciuto impiego di fertilizzanti e pesticidi.
Così, A. c. blanchardi rientra fra le specie minacciate nello Stato del Michigan.
Acris crepitans rientra anche nell'elenco delle specie in pericolo nello Stato di New York. 
La popolazione rimanente più grande di A. crepitans nello Stato di New York sopravvive nell'habitat del lago Glenmere e a Black Meadow nella Contea di Orange.
Molti biologi ritengono che queste rane possano risentire di malattie, ma il trattamento bimensile dell'acqua del lago Glenmere con il fungicida solfato di rame sembrerebbe aiutare questa popolazione ad evitare la morte da infezioni.
Questa rana è una specie in pericolo anche nel Minnesota e nell'Ontario, in Canada.

### Effetti della radiazione UV
Si è dimostrato che lo sviluppo di A. crepitans è spesso alterato dall'esposizione alla radiazione ultravioletta, in particolare ai raggi UV-B.
Gli studi hanno dimostrato che l'impatto dell'irraggiamento da UV-B è molto significativo soprattutto nelle popolazioni più settentrionali, tanto da determininarne la scomparsa da alcune aree.
Tra le varie ragioni, vi è il fatto che le uova sono deposte in prossimità della superficie dei bacini d'acqua, dove i raggi UV-B sono meno filtrati; inoltre, essendo deposte singolarmente, non si proteggono reciprocamente (non vi è alcun effetto di ombreggiamento). Infine, poiché la deposizione delle uova avviene a stagione inoltrata, le uova subiscono la massima esposizione estiva ai raggi UV-B.